# Ulvöspinelle
L'ulvöspinelle ou ulvite est une espèce minérale, oxyde de fer et de titane de formule : Fe2TiO4 ou TiFe2+2O4. Elle forme des cristaux cubiques métalliques bruns à noirs avec une dureté Mohs de 5,5 à 6. Elle fait partie des minéraux du groupe du spinelle, comme la magnétite, Fe3O4.
L'ulvöspinelle forme des solutions solides avec la magnétite à température élevée et dans conditions réductrices, et les grains cristallisés de certains magmas basalte-gabbro sont riches en composante ulvöspinelle. La composante ulvöspinelle tend à s'oxyder en magnétite et en ilménite lors du refroidissement sub-solide des roches mères, et l'ilménite ainsi produite peut former des lamelles d'exsolution apparentes (type treillis) dans la magnétite. Cette texture était à l'époque interprétée comme signe d'une solution solide entre l'ilménite et la magnétite, jusqu'à ce que la réaction d'oxydation et les textures résultantes furent reproduites dans des expériences de laboratoire réalisées par Buddington et Lindsley (1964, Journal of Petrology 5, p. 310-357). Ces résultats sont importants pour la tectonique des plaques car la magnétite est un enregistreur important du magnétisme des roches.
L'ulvöspinelle a été décrite pour la première fois par Fredrik Mogensen (1904-1978) dans une intrusion stratifiée de dolérite dans les îles Ulvö, Ångermanland, Suède en 1943. La localité est une exploitation minière de fer, titane et vanadium qui est en activité depuis le XVIIe siècle. Elle est commune dans les gisements de fer de magnétite titanifère. On la trouve aussi dans les kimberlites, dans certains basaltes réduits contenant du fer et elle est courante dans les basaltes lunaires.